# 我的美麗與哀愁
《我的美麗與哀愁》，是陳國富導演繼《國中女生》後又一以女性為主角的電影作品。本片由中國傳統戲曲《牡丹亭》發展，敘述城市中兩個本來互不相識的女子杜莉莉（張本渝飾）與柳玉梅（劉若英飾），卻在冥冥之中產生了微妙的關聯。

## 劇情簡介
杜莉莉（張本渝飾），私立高中三年級學生，單親兒童但功課優異，與其母親相處並不融洽。時常夢到自己身著古裝，與一個書生在一個優美的中國式庭園（影射《牡丹亭》）中，也常常覺得整個地球正在轉動、昏倒，或是在上課時失去意識，不自覺地走出教室外。
有一天，杜莉莉蹺課，走在路上，發現路邊正在掛起的大型宣傳海報中的歌手柳玉梅，就是夢中見過的書生。莉莉回家後，杜母不諒解莉莉的蹺課與晚歸而不願幫莉莉開門，莉莉爬牆要進屋，卻失足墜地而身亡。
三年後，柳玉梅（劉若英飾）無意間租到了莉莉生前所住的房子，此時玉梅的事業和自己與製作人李國良（紀蔚然飾）間的感情都遇到了瓶頸，也如同莉莉一樣時常夢見自己身著書生古裝在花園中。
柳玉梅在一次偶然間得知，李國良與自己的助理，也就是杜莉莉的高中好友咪咪（吳天心飾）有染後，柳回到住處嘗試服藥自殺，而在瀕死的邊緣，見到了杜莉莉，誰知醒來後被杜莉莉附身，並要求前往探病的李國良與其親熱。
直到最後，杜莉莉終於明白，原來她夢中瀟灑的書生，在現實的生活中，也只不過是個很不快樂的女人罷了……。

## 演員角色
- 張本渝 飾 杜莉莉，影射《牡丹亭》中 杜麗娘 一角。
- 劉若英 飾 柳玉梅，影射《牡丹亭》中 柳夢梅 一角。
- 吳天心 飾 咪咪
- 潘麗麗 飾 杜母
- 徐天祥 飾 黃志明
- 紀蔚然 飾 製作人李國良
- 陳文珮 飾 導師
- 陳世杰 飾 國文老師
- 珠寶娘 飾 師姑
- 陳宏宇 飾 星探
- 涂博元 飾 錄音師

## 劇組人員
- 監製：鍾湖濱
- 出品人：江奉琪
- 製片：徐立功
- 攝影：杜可風
- 剪接：陳博文
- 音效：杜篤之
- 音樂：林暐哲、李欣芸、李奕青
- 編劇：陳世杰、陳國富
- 導演：陳國富
- 夢境花園藝術指導：葉錦添

## 獎項
| 頒獎典禮     | 獎項         | 名單 | 結果 |
| ------------ | ------------ | ---- | ---- |
| 第32屆金馬獎 | 最佳電影歌曲 | 陳昇 | 獲獎 |

## 相關著作
- 安克強，《我的美麗與哀愁》。台北，皇冠文化出版，1994年。
- 林智祥，《我的美麗與哀愁拍攝實紀》。台北，萬象圖書，1995年。
- 文字：林宜芳；塗畫：蕭心玫，《我的美麗與哀愁筆記書》，台北，漢藝色研，1995年。
- 陳國富、陳世杰著；林智祥編，《我的美麗與哀愁電影劇本》。台北，遠流出版，1995年。

## 外部連結
- 開眼電影網上《我的美麗與哀愁》的資料（繁體中文）
- 香港影庫上《我的美麗與哀愁》的資料（繁體中文）
- 时光网上《我的美麗與哀愁》的資料（简体中文）
- 豆瓣电影上《我的美麗與哀愁》的資料 （简体中文）
- AllMovie上《我的美麗與哀愁》的资料（英文）
- 互联网电影数据库（IMDb）上《我的美麗與哀愁》的资料（英文）